# Олга Ладиженска
Олга Александровна Ладиженска (рус. Óльга Алекса́ндровна Лады́женская, Кологрив, 7. март 1922 — Санкт Петербург, 12. јануар 2004) била је руска математичарка.
Позната је по свом раду на пољу парцијалних диференцијалних једначина (посебно на 19. Хилбертовом проблему) и динамици флуида. Дала је прве ригорозне доказе о конвергенцији методе коначних разлика за Навијер-Стоксове једначине. Била је ученица Ивана Петровског. Добила је Ломоносовљеву Златну медаљу 2002. године.